# Burundi nos Jogos Olímpicos de Verão da Juventude de 2010
O Burundi participou dos Jogos Olímpicos de Verão da Juventude de 2010 em Singapura. Sua delegação foi composta de quatro atletas e todos competiram no atletismo.

## Atletismo
| Evento           | Atleta            | Qualificação    | Qualificação | Final     | Final        |
| Evento           | Atleta            | Resultado       | Posição      | Resultado | Posição      |
| ---------------- | ----------------- | --------------- | ------------ | --------- | ------------ |
| 3000 m feminino  | Devote Inamahoro  | Desclassificada | --           | 10:15.49  | 3º (Final B) |
| 1000 m feminino  | Francine Bukuru   | 3:14.65         | 24º (14º q1) | 3:12.59   | 9º (Final B) |
| 1000 m masculino | Patrick Nibafasha | 2:27.26         | 12º (6º q1)  | 2:27.16   | 1º (Final B) |
| 3000 m masculino | Zabulon Ndikumana | 8:50.77         | 15º          | 8:28.76   | 2º (Final B) |